# Suhailita
La suhailita es un mineral de la familia de las micas que tiene la peculiaridad de contener amonio en su estructura. Fue descrita por primera vez como una especie mineral a partir de ejemplares obtenidos en un afloramiento situado junto a la carretera de Fuengirola a Coín, en el término municipal de Mijas. Aparece como granos de un tamaño del orden de una décima de milímetro, intercrecida con annita. Se trata de un mineral extremadamente raro, conocido solamente en esta localidad y en algunos gneises del Rif.
Aunque los autores de la descripción no indicaron el origen del nombre elegido para el mineral, es posible que derive del antiguo nombre de Fuengirola, que en época musulmana era conocida como Suhail, Sohail o Suhayl, ya que la localidad tipo de esta mica está próxima a esta ciudad, aunque no en su término municipal.